# Alwernia (gromada)
Alwernia (do 30 XII 1961 Regulice) – dawna gromada, czyli najmniejsza jednostka podziału terytorialnego Polskiej Rzeczypospolitej Ludowej w latach 1954–1972.
Gromady, z gromadzkimi radami narodowymi (GRN) jako organami władzy najniższego stopnia na wsi, funkcjonowały od reformy reorganizującej administrację wiejską przeprowadzonej jesienią 1954 do momentu ich zniesienia z dniem 1 stycznia 1973, tym samym wypierając organizację gminną w latach 1954–1972.
Gromadę Alwernia z siedzibą GRN w Alwernia (wówczas wsi) utworzono 31 grudnia 1961 roku w powiecie chrzanowskim w woj. krakowskim w związku z przeniesieniem siedziby GRN gromady Regulice z Regulic do Alwerni i przemianowaniem jednostki na gromada Alwernia; równocześnie do gromady Alwernia przyłączono też obszary zniesionych gromad Okleśna i Poręba Żegoty.
W kwietniu 1969 dla gromady ustalono 27 członków gromadzkiej rady narodowej. 1 stycznia 1970 gromada składała się ze wsi: Alwernia, Brodła, Grojec, Mirów, Nieporaz, Okleśna, Podłęże, Poręba-Żegoty, Regulice i Źródła.
Gromada przetrwała do końca 1972 roku, czyli do kolejnej reformy gminnej. Z dniem 1 stycznia 1973 roku reaktywowano zniesioną w 1954 roku gminę Alwernia.